# مجزرة القريتين
مجزرة القريتين هي مجزرة وقعت في مدينة القريتين التابعة لمحافظة حمص في سوريا في الفترة ما بين يومي 1-21 أكتوبر (تشرين الثاني) 2017 خلال الحرب الأهلية السورية.

## الهجوم
تقع بلدة القريتين جنوب شرق محافظة حمص، وكان يسكنها 30 ألف نسمة، بينهم 900 مسيحي، وبعد اندلاع الحرب الأهلية السورية تناوبت عدة فصائل متقاتلة السيطرة على المدينة، إذ سيطر مقاتلو تنظيم الدولة الإسلامية في العراق والشام (داعش) على القريتين للمرة الأولى في 6 أغسطس (آب) 2015، وقاموا بنهب الكنائس المسيحية وتدميرها، واعتقلوا 230 مدنيا من أهالي البلدة، بينهم 170 مواطنًا سنيا و60 مواطنًا مسيحيا بتهمة التعاون مع النظام السوري، وكان من بين المعتقلين 45 امرأة و19 طفلا. وفي 3 أبريل (نيسان) 2016 تمكن الجيش السوري من استعادة السيطرة على المدينة بعد اشتباكات استمرت على مدى أشهر في المنطقة. شنت قوات الجيش السوري والقوات الموالية لنظام بشار الأسد في عام 2017 هجومًا كبيرًا على معاقل مقاتلي تنظيم الدولة الإسلامية الواقعة في منطقة البادية، والمناطق الصحراوية المتاخمة في شرق سوريا، وأحرزوا تقدماً كبيراً وتمكنوا من التقدم حتى مدينة دير الزور، ولكن في نهاية سبتمبر (أيلول) 2017، شن مقاتلو تنظيم الدولة الإسلامية هجومًا مضادًا على عدة مواقع يسيطر عليها الجيش السوري والقوات الموالية له في منطقة الصحراء. وفي فجر اليوم الأول من أكتوبر (تشرين الأول)، تمكن مقاتلو تنظيم الدولة الإسلامية من استعادة السيطرة على بلدة القريتين، وظلت البلدة خاضعة لسيطرة التنظيم لمدة عشرين يومًا. نفذ مقاتلو داعش خلال تلك الفترة عددًا من عمليَات الإعدام بحق المدنيين من أهالي البلدة، والذين اتُهموا بالتعاون مع النظام السوري، فأعدم بعضهم رميًا بالرصاص، في حين ذُبح البعض الآخر بالسكاكين، وبحسب ما كشفت عنه بعض المصادر للمرصد السوري لحقوق الإنسان، فقد أعدم الغالبية العظمى من الضحايا في اليومين الأخيرين قبل فرار مقاتلي تنظيم داعش من المدينة. وفي 21 أكتوبر (تشرين الأول) 2017 تخلى 200 مقاتل من المنتمين لتنظيم الدولة الإسلامية عن المواقع التي استولوا عليها في مدينة القريتين وتراجعوا إلى منطقة البادية، وتمكنت قوات الجيش السوري في نفس اليوم من استعادة السيطرة على ميدنة القريتين، وعثر السكان بعد ذلك على جثث ضحايا تنظيم الدولة الإسلامية متناثرة في الشوارع وداخل المنازل.

## الخسائر البشرية
حسبما جاء في تقرير المرصد السوري لحقوق الإنسان، فقد قُتل ما لا يقل عن 116 قتيلًا على أيدي مقاتلي تنظيم الدولة الإسلامية خلال الاعتداءات التي حدثت في بلدة القريتين، كما كشف النظام السوري أن مقاتلي داعش اختطفوا كذلك 38 شابًا من مواطني البلدة، وأخذوهم معهم وهم يغادرون المدينة، إلا أن بعضهم تمكن من الفرار والعودة إلى ديارهم في وقت لاحق. وفي وقت لاحق، أعلن المرصد السوري لحقوق الإنسان عن ارتفاع عدد ضحايا مجزرة القريتين إلى ما لا يقل عن 128 قتيلًا بعد العثور على 100 جثة مقطوعة الرأس في شوارع ومنازل البلدة.